# لويز كارلوس فاسكونسيلوس
لويز كارلوس فاسكونسيلوس (بالبرتغالية: Luiz Carlos Vasconcelos‏) هو ممثل برازيلي، ولد في 25 يونيو 1954 في البرازيل.

## وصلات خارجية
- لويز كارلوس فاسكونسيلوس على موقع IMDb (الإنجليزية)
- لويز كارلوس فاسكونسيلوس على موقع ألو سيني (الفرنسية)
- لويز كارلوس فاسكونسيلوس على موقع قاعدة بيانات الأفلام السويدية (السويدية)
- لويز كارلوس فاسكونسيلوس على موقع قاعدة بيانات الفيلم (الإنجليزية)
- لويز كارلوس فاسكونسيلوس على موقع كينوبويسك (الروسية)